# Велушовце
Велушовце (словац. Velušovce) — село, громада округу Топольчани, Нітранський край. Кадастрова площа громади — 5.81 км².
Населення 487 осіб (станом на 31 грудня 2019 року).

## Історія
Велушовце згадується 1389 року.

## Населення
| Рік:            | 1994. | 2004.   | 2014.   | 2024.   |
| --------------- | ----- | ------- | ------- | ------- |
| Кількість осіб: | 497   | 510     | 493     | 542     |
| Різниця:        |       | +2,61 % | -3,33 % | +9,93 % |

| Рік:            | 2023. | 2024.   |
| --------------- | ----- | ------- |
| Кількість осіб: | 546   | 542     |
| Різниця:        |       | -0,73 % |